# Villa Riccio
Villa Riccio es un barrio que se encuentra en la localidad de La Emilia del norte de la provincia de Buenos Aires, Argentina, perteneciente al partido de San Nicolás.

## Población
Forma parte del aglomerado urbano de La Emilia, con un total de 5,325 habitantes (Indec, 2010). En el censo anterior su población era de 1,075 habitantes (Indec, 2001). 

## Historia
A partir de 1944, la fábrica textil de La Emilia, propietaria de tierras que dieron forma a un poblado que tomara ese nombre, contribuyó junto a Vialidad de la Provincia de Buenos Aires a la conclusión de un nuevo camino pavimentado que la uniera con la ciudad de San Nicolás de los Arroyos.
Esto ocasionó que las tierras que se encontraban en ambas márgenes del nuevo camino que es actualmente una ruta provincia, se cotizaran mucho más y dieran lugar a emprendimiento inmobiliarios. 
De tal forma la Municipalidad de San Nicolás de los Arroyos autorizó el loteo de una porción de campo perteneciente a la Familia Riccio el día 2 de julio de 1949, fecha que se toma como de inicio del poblamiento y surgimiento de este barrio. 
Poco después se trazaron calles y se les dieron nombres y números a las viviendas.
Este barrio, al igual que Villa Campi y Villa Canto culminaron de acceder a todos los servicios básicos recién en el 2017 cuando se procedió a la pavimentación de todas sus calles.

## Instituciones
- Jardín de Infantes N.º 903:[4] Surgió a consecuencia de la necesidad de la gente del interior, en especial de los peones de campos quienes vinieron a los centros poblados e industriales para logar trabajo efectivo en las fábricas que surgían en la zona, como la Fábrica Textil de La Emilia y la Fábrica de Papel y Cartones de Villa Hermosa. La fecha de creación del Jardín de Infantes N.º 903 es el 11 de diciembre de 1969 según Resolución Ministerial N.º 63733. Las autoridades que intervinieron en su creación fueron el general Agustín Lanusse y su ministro de Educación el profesor Alfredo Tagliabrio, encomendándose la organización a Etelvina de Giácomo y siendo la primera Directora María del Carmen Salamini. La inauguración tuvo lugar el 7 de mayo de 1970 comenzando las clases el 1.º de julio de ese año con una división, un turno y 17 alumnos. El Jardín por entonces compartía las instalaciones con la Escuela Primaria N.º 32 hasta que en 1973 un tornado la destruyó. Por esos motivos, el Batallón de Ingenieros de Combate 101 con sede en San Nicolás de los Arroyos construyó en el predio de la Escuela Primaria N.º 32 una sala para el Jardín, que se inaugura el 5 de diciembre de 1973. El 19 de octubre de 1984, el Jardín de Infantes N.º 903 recibió el nombre de Francisca Gertrudis de Armstrong en homenaje a quien fuera una de las primeras maestras de Argentina y San Nicolás de los Arroyos.  El edificio que ocupa actualmente, se inauguró el 28 de marzo de 1995 con dirección en calle Bernal 268 de Villa Riccio.
- Escuela Primaria N.º 32:[5] Se crea mediante el expediente 2699-11253 del 29 de julio de 1964 comenzando a funcionar en abril de 1965. En sus inicios utilizaba como aulas tranvías retirados de la circulación pública en la vecina ciudad de San Nicolás de los Arroyos, empleando cuatro de ellos en 1967. Una empresa metalúrgica donó un colectivo en desuso que se empleó como cocina. Este establecimiento educativo recibió el nombre de "Batallón de Ingenieros de Combate N.º 101" en alusión al existente en San Nicolás. Con el paso de los años se construyeron aulas y el establecimiento fue tomando la forma tradicional de una escuela primaria.